# Уряд Тувалу
Уряд Тувалу — вищий орган виконавчої влади Тувалу.

## Голова уряду
- Прем'єр-міністр — Енеле Сопоага (англ. Enele Sopoaga).
- Віце-прем'єр-міністр — Маатія Тоафа (англ. Maatia Toafa).

## Кабінет міністрів
Склад чинного уряду подано станом на 24 листопада 2015 року.
| Логотип | Міністерство                                                         | Міністр                                           | Фото | Час на посаді | Час на посаді | Партія | Партія | Вебсайт |
| ------- | -------------------------------------------------------------------- | ------------------------------------------------- | ---- | ------------- | ------------- | ------ | ------ | ------- |
|         | Міністерство внутрішніх справ і розвитку сільських регіонів          | Намолікі Суалікі Неемія (Namoliki Sualiki Neemia) |      |               |               |        |        |         |
|         | Міністерство державної служби та інфраструктури                      | Енеле Сопоага (Enele Sopoaga)                     |      |               |               |        |        |         |
|         | Міністерство зв'язку і транспорту                                    | Моніс Лаафай (Monise Laafai)                      |      |               |               |        |        |         |
|         | Міністерство закордонних справ, торгівлі, туризму, екології та праці | Таукеліна Фінікасо (Taukelina Finikaso)           |      |               |               |        |        |         |
|         | Міністерство освіти, молоді та спорту                                | Фауоа Маані (Fauoa Maani)                         |      |               |               |        |        |         |
|         | Міністерство охорони здоров'я                                        | Сатіні Тулага Мануелла (Satini Tulaga Manuella)   |      |               |               |        |        |         |
|         | Міністерство природних ресурсів                                      | Елісала Піта (Elisala Pita)                       |      |               |               |        |        |         |
|         | Міністерство фінансів і економічного розвитку                        | Маатія Тоафа (Maatia Toafa)                       |      |               |               |        |        |         |